# Міжнародна реакція на землетрус у Туреччині та Сирії 2023 року

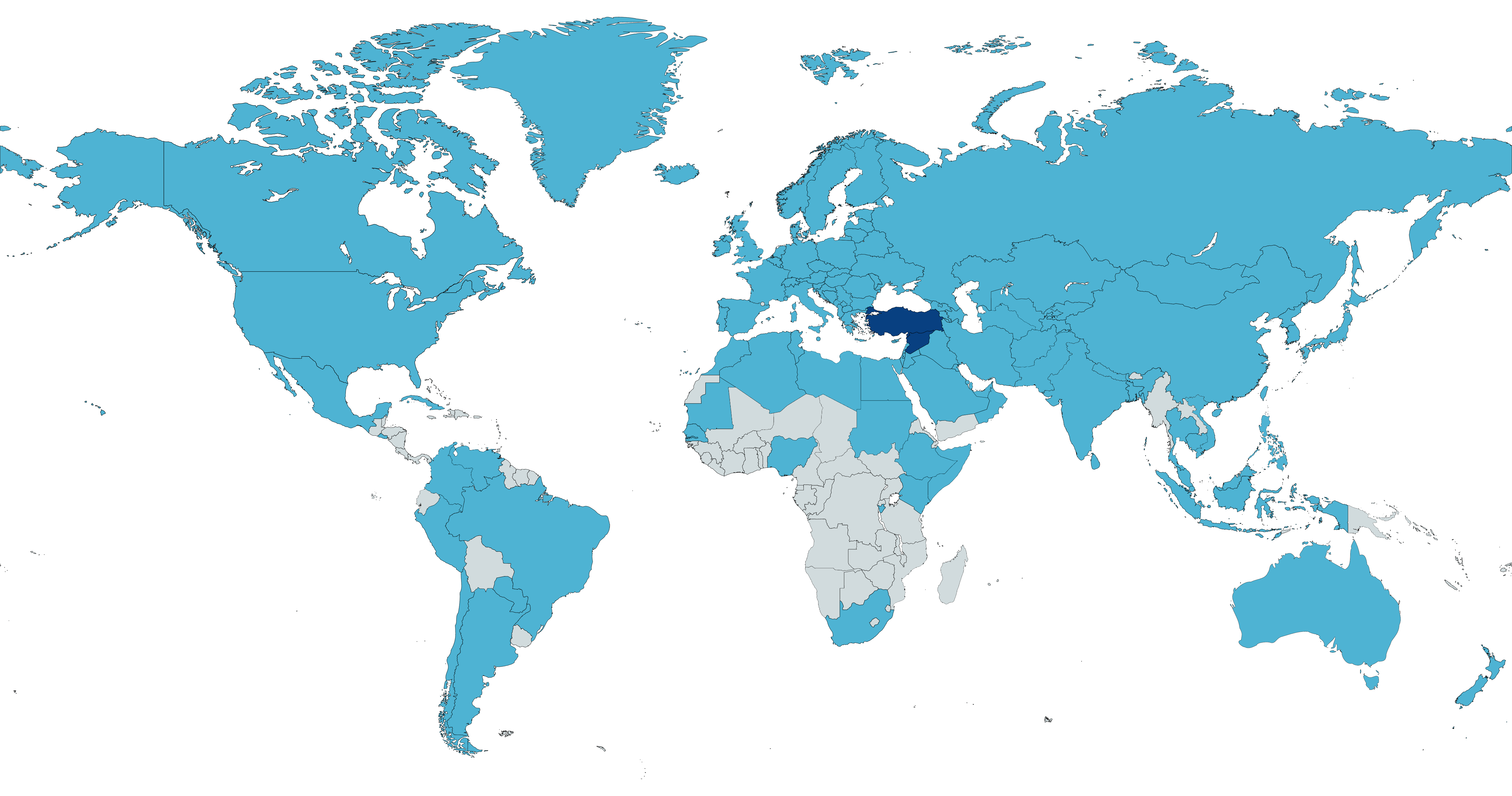
Країни, які запропонували допомогу чи співчуття Туреччині та/або Сирії після землетрусів (темно-синій: Туреччина та Сирія)

Різні країни та організації відреагували на землетрус у Туреччині та Сирії 2023 року. Щонайменше 105 країн і 16 міжнародних організацій пообіцяли підтримати постраждалих від землетрусу, включаючи гуманітарну допомогу. Щонайменше одинадцять країн надали команди з пошуково-рятувальними собаками для пошуку жертв під уламками.

## Допомога від держав-членів ООН і держав-спостерігачів

### Афганістан
Ісламський Емірат Афганістан  (IEA) оголосив, що надасть 15 мільйонів австралійських франків (166 000 доларів) жертвам землетрусу, дві третини яких піде Туреччині, а одна третина – Сирії.

### Албанія
Албанія направила до Туреччини групу з 53 осіб, що складається з рятувальників швидкої допомоги та медичного персоналу.

### Алжир
Алжир відправив першу групу з 89 агентів цивільного захисту до Туреччини для участі в операції з порятунку та надання допомоги та надсилає 210 тонн термінової гуманітарної допомоги для постраждалих від стихійного лиха.

### Аргентина
Згідно із заявою Міністерства закордонних справ Аргентини, пропозиція Аргентини Туреччині та Сирії включає соціально-санітарну допомогу, психосоціальну та посттравматичну підтримку, персонал з матеріально-технічного забезпечення з досвідом управління складами для пожертвувань та для збирання будинків УВКБ ООН та управління табори для постраждалих людей і притулки, таблетки для очищення води та дезінфікуючі засоби, а також управління та навчання використанню постраждалих.

### Вірменія
Прем'єр-міністр Вірменії Нікол Пашинян заявив, що готова надати допомогу. 7 лютого 2023 року Пашинян провів телефонні переговори з президентами Туреччини та Сирії, за підсумками яких уряд Вірменії підтвердив, що країна надішле пошуково-рятувальні групи та продовольчу допомогу до Туреччини та Сирії. Був відкритий прикордонний пункт між Вірменією та Туреччиною, щоб дозволити проходження гуманітарної допомоги, вперше вірменсько-турецький кордон відкрився з 1988 року, коли Туреччина надіслала допомогу Вірменії після землетрусу у Вірменії 1988 року.

### Австралія
Прем'єр-міністр Австралії Ентоні Албанезе оголосив про початковий пакет гуманітарної допомоги вартістю 10 мільйонів австралійських доларів (6,5 мільйонів євро) для допомоги у відновленні Туреччини та Сирії. До Туреччини відправили пошуково-рятувальну групу з 72 осіб.
CARE Australia закликала надати невідкладну допомогу, включаючи їжу, житло, воду та інші рятівні засоби для тих, хто постраждав від землетрусів.

### Австрія
Канцлер Карл Нехаммер заявив, що Австрія відправить до Туреччини 84 солдати зі свого підрозділу допомоги постраждалим від стихійних лих і пообіцяла виділити 3 мільйони євро для організацій з надання допомоги.

### Азербайджан
Президент Ільхам Алієв заявив, що Азербайджан відправить до Туреччини пошуково-рятувальну групу з 370 осіб, а також другий літак, завантажений припасами. Повідомлялося, що розважальні заклади Баку призупинили трансляцію музики на знак солідарності з Туреччиною. Кількість членів азербайджанської пошуково-рятувальної групи в наступні дні досягла 725 осіб.

### Бангладеш
9 лютого в Бангладеш оголосили одноденну загальнонаціональну жалобу через руйнівний землетрус.
Бангладеш відправив до Туреччини медичну та рятувальну групу з 46 осіб разом із рятувальним обладнанням, медикаментами, наметами та продуктами харчування. До складу рятувальної групи входять 24 члени армії Бангладеш, 12 співробітників пожежної служби та цивільної оборони Бангладеш і 10 медичних працівників, а також один журналіст. До Туреччини вони вирушили на транспортному літаку C-130J ВПС Бангладеш. 10 лютого бригада витягла з-під завалів живу 17-річну дівчину. Посольство Туреччини в Дакці закликало народ Бангладеш підтримати у вигляді товарів першої необхідності через кампанію TIKA (Турецьке агентство співпраці та координації), яку підтримує Turkish Airlines. Турецькі авіалінії запропонували безкоштовно доставити допомогу до Туреччини, а уряд Бангладеш допоможе виконати митні вимоги, щоб забезпечити швидку доставку гуманітарної допомоги.
Під час поточної зимової сесії Jatiya Sangsad (парламенту) прем’єр-міністр Бангладеш Шейх Хасіна заявила, що, незважаючи на те, що Бангладеш постраждала від економічної кризи, її «уряд Бангладеш докладе всіх зусиль, щоб підтримати постраждалі від землетрусу Туреччину та Сирію».
Бангладеш також відправив до Сирії 11 тонн гуманітарної допомоги та медикаментів, включаючи необхідну кількість наметів, ковдр і сухого корму на транспортному літаку C-130J ВПС Бангладеш.

### Бельгія
Бельгія відправить групу B-FAST до Туреччини та Сирії для надання медичної допомоги. Бельгійські оператори зв’язку надають безкоштовні дзвінки до Туреччини.

#### Фландрія
Ян Ямбон, міністр-президент Фландрії в Бельгії, пообіцяв 200 000 євро на допомогу, тоді як Фламандський Червоний Хрест виділив 200 000 євро зі своїх коштів.

### Боснія і Герцеговина
Міністр безпеки Ненад Нешич заявив, що Боснія і Герцеговина відправить групу з 50 агентів цивільного захисту для надання допомоги.

### Бразилія
Міністерство закордонних справ оголосило в офіційному комюніке, що надає гуманітарну допомогу постраждалому від землетрусу населенню. Команда з 42 осіб, до складу якої входять пожежники зі штатів Сан-Паулу, Мінас-Жерайс та Еспіріту-Санту, лікарі та члени Національного секретаріату цивільної оборони та захисту та Міністерства інтеграції та регіонального розвитку, вилетіла з Гуарульюса до Туреччини на борту літака KC-30.

### Бруней
Уряд Брунею виділив 500 000 доларів США Турецькому управлінню з ліквідації наслідків стихійних лих та надзвичайних ситуацій (AFAD) на відновлення після землетрусу в Туреччині.

### Болгарія
За словами посла Туреччини в Болгарії Айлін Секізкьок, ця країна стала другою країною, яка запропонувала допомогу після Азербайджану. Країна направила 78 пожежників і рятувальників з Міністерства внутрішніх справ, 12 волонтерів гірської служби порятунку з 5 пошуково-рятувальними собаками з Гірської рятувальної служби Болгарського Червоного Хреста, хірургічну бригаду з 4 осіб з Військово-медичної академії Міністерства оборони та 16 рятувальників відділу реагування на надзвичайні ситуації міської адміністрації Софії. Більшість було направлено до аеропорту Адана Шакірпаша по повітрю з п'ятьма рейсами літаків C-27J Spartan ВПС Болгарії, а частина пожежників була відправлена з Пловдива по суші з 21 машиною екстреної допомоги.
9 лютого додатково 20 пожежників були направлені з повітря, а також 30 лікарів-добровольців, медсестер і фельдшерів із лікарень Софії та міської служби швидкої допомоги.

### Камбоджа
Камбоджа надсилає Туреччині допомогу на 100 тисяч доларів.

### Канада
Прем'єр-міністр Джастін Трюдо заявив, що Канада надасть CA$10,000,000 (6,9 мільйонів євро) як «негайну допомогу народу Туреччини та Сирії».

### Колумбія
Президент Густаво Петро пообіцяв, що міністерство закордонних справ Колумбії «встановить контакт, щоб надати конкретну допомогу» як Туреччині, так і Сирії.[неякісне джерело]

### Чилі
Чилійський уряд заявив, що Чилі почне надавати допомогу людям у зоні лиха в Туреччині та Сирії та співпрацюватиме з посольством Чилі в Туреччині та турецькою владою для розподілу допомоги.

### Китай
Сі Цзіньпін, генеральний секретар Комуністичної партії Китаю та президент Китаю, надіслав співчуття президенту Туреччини Реджепу Таїпу Ердогану та президенту Сирії Башару Асаду та надішле допомогу та медиків у постраждалі регіони. Уряд Китаю також оголосив про надання 30 мільйонів юанів (4,4 мільйона доларів) Сирії та 40 мільйонів юанів (5,9 мільйона доларів) Туреччині як екстренну гуманітарну допомогу. 8 лютого 2023 року урядова рятувальна група Китаю, що складається з 82 співробітників і 4 собак-рятувальників, прибула в аеропорт Адани та почне рятувальні роботи після прибуття в постраждалі райони. Тоді як рятувальні групи громадянського суспільства у складі 52 осіб вирушили до постраждалих від землетрусу районів Туреччини для проведення рятувальних робіт.

#### Гонконг
Уряд Гонконгу направив команду з 59 чоловік і двох собак-рятувальників до Туреччини для допомоги в пошуку тих, хто вижив.

### Хорватія
Прем’єр-міністр Андрей Пленкович оголосив, що Хорватія відправить до Туреччини пошуково-рятувальну групу з 40 осіб і десятьох собак-рятувальників яка складається в основному з групи USAR Міністерства внутрішніх справ Хорватії та Хорватської гірської рятувальної служби. Також було направлено двох спеціалістів-інженерів-будівельників з Хорватського центру сейсмотехніки, які мають недавній досвід боротьби з землетрусом у Петріні 2020 року. 10 лютого парламент Хорватії схвалив відправку гуманітарного конвою, що складається з приблизно €819 601,50 екстрених поставок до Туреччини, що складається в основному з товарів, необхідних для надання притулку постраждалим. Хорватія також пожертвувала загалом €200 000, порівну розподілених між Червоним Хрестом і Карітасом, які будуть використані для допомоги Сирії.

### Куба
Мігель Діас-Канель, перший секретар Комуністичної партії Куби та президент Куби, і міністр закордонних справ Бруно Родрігес Паррілья надіслали співчуття народу та урядам Сирії та Туреччини. Діас-Канель висловив співчуття в Twitter і запропонував співпрацю. Куба оголосила про направлення 32 медиків до Туреччини та 27 лікарів до Сирії.

### Кіпр
Республіка Кіпр заявила про готовність надіслати допомогу Туреччині. Міністерство закордонних справ Кіпру заявило, що Туреччина «люб'язно відхилила» пропозицію про рятувальну команду, яка спочатку була прийнята (Див.: Міжнародні відносини Кіпру).

### Чехія
Прем'єр-міністр Петр Фіала заявив, що Чехія «надасть допомогу Туреччині через 68 членів ПСОР, які відправляться сьогодні о 14:00»

### Данія
Міністр співробітництва в галузі розвитку Ден Йоргенсен заявив, що Данія надасть 30 мільйонів датських крон (4 мільйони євро) на базову гуманітарну допомогу Сирії та Туреччині. Датсько-фінсько-шведська група технічної допомоги та підтримки з 12 осіб із супутниковим та електронним обладнанням для координації надзвичайних зусиль була направлена до Туреччини.

### Джибуті
Джибуті пожертвувала 1 мільйон доларів Турецькому управлінню з ліквідації наслідків стихійних лих та надзвичайних ситуацій (AFAD) і надіслала гуманітарну допомогу жертвам землетрусів у Туреччині та Сирії.

### Єгипет
Президент Єгипту Абдель Фаттах ас-Сісі зателефонував своєму сирійському колезі, щоб запропонувати допомогу. Єгипет повідомив, що два літаки доставляли медичну допомогу до Туреччини, а група волонтерів і три вантажні літаки були відправлені до Сирії.

### Сальвадор

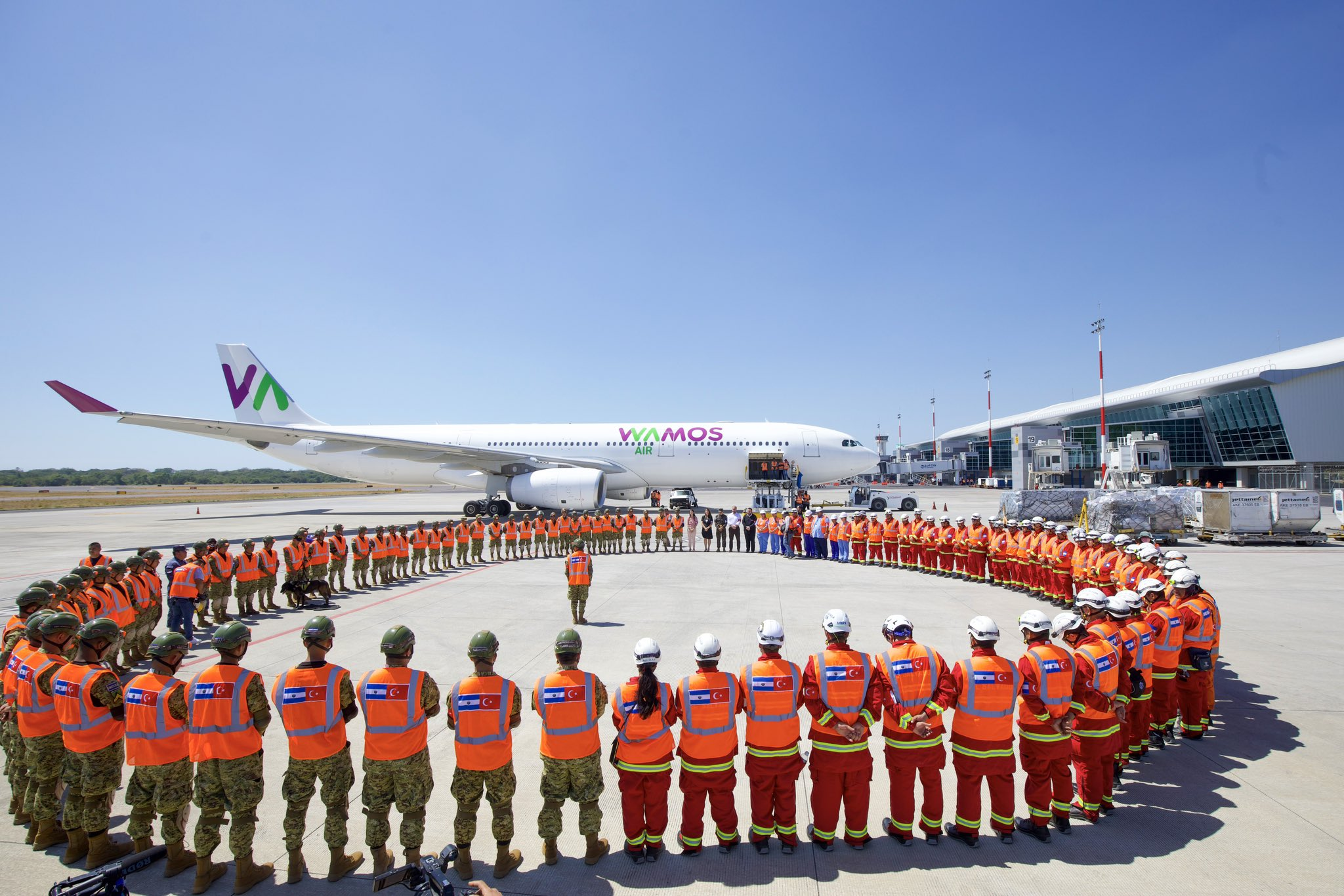
Сальвадорський рятувальний персонал перед вильотом до Туреччини

Президент Найіб Букеле сказав: «Мій уряд готовий надати всю необхідну допомогу уряду президента Ердогана». До Туреччини відправили пошуково-рятувальну групу. Сальвадор відправив 111 рятувальників США та трьох собак-рятувальників. Вони прибули 9 лютого 2023 року

### Естонія
Прем'єр-міністр Кая Каллас заявила, що Естонія готова надіслати міські пошуково-рятувальні та медичні групи. Сорок чотири члени групи EST-USAR, у тому числі десять медиків, будуть направлені в найбільш постраждалі райони. Міністерство закордонних справ виділило 400 тис. євро допомоги Туреччині.

### Фінляндія
Міністр співробітництва та зовнішньої торгівлі Фінляндії Вілле Скіннарі заявив, що Фінляндія виділить 1 мільйон євро на базову гуманітарну допомогу Сирії та Туреччині. Датсько-фінсько-шведська група технічної допомоги та підтримки з 12 осіб із супутниковим та електронним обладнанням для координації надзвичайних зусиль була направлена до Туреччини.

### Франція
Міністр внутрішніх справ Жеральд Дарманен заявив, що Франція відправить до Туреччини 139 рятувальників цивільної безпеки. Франція пообіцяла надати 12 мільйонів євро допомоги сирійцям, розподілених через ООН і неурядові організації.

### Німеччина
Агентство цивільного захисту THW направило до Туреччини пошуково-рятувальну групу з 50 осіб і 7 собак. Німеччина виділила 26 мільйонів євро на допомогу Туреччині та Сирії. Військово-повітряні сили Німеччини доправлять до Туреччини гуманітарну допомогу.
Німецька благодійна організація International Search and Rescue (ISAR Germany) направила до Туреччини 40 рятувальників за підтримки кількох офіцерів Федеральної поліції Німеччини. Deutsche Telekom зробила дзвінки між Німеччиною, Туреччиною та Сирією безкоштовними протягом тижня та пожертвувала 1 євро мільйон.

### Гаяна
Уряд Гаяни пожертвував 100 000 доларів США на гуманітарну допомогу постраждалим від землетрусу в Туреччині та Сирії.

### Грузія
Прем'єр-міністр Іраклій Гарібашвілі розпорядився надати екстрену допомогу Туреччині. Було направлено 60 вогнеборців з відповідним рятувальним спорядженням та технікою. 8 лютого була задіяна додаткова група з 40 осіб. Уряд Грузії виділив 1 мільйон грузинських ларі (350 тис. євро) для надання гуманітарної допомоги постраждалим від землетрусу.

### Греція
Греція була першою країною, яка відреагувала продемонструвавши сильну солідарність з Туреччиною, коли гуманітарну допомогу супроводжували до постраждалих районів особисто високопоставлені урядовці, включно з Грецьким цивільним урядом. Міністр захисту. Анонсовано та організовано додаткову допомогу також для Сирії.
Одразу після землетрусу грецький уряд відправив до Туреччини загін рятувальників, а також «додаткове обладнання, медичне приладдя, ковдри, намети» за погодженням з турецьким урядом. Зокрема, команда з 21 пожежника, 2 собак-рятувальників і спеціальної рятувальної машини були відправлені до Туреччини з Елефсіни на літаку Lockheed C-130 Hercules. Слідом за командою йшли інженер-пожежник, 5 лікарів та рятувальники ДСНС.
Прем'єр-міністр Греції Кіріакос Міцотакіс зателефонував турецькому президенту, пообіцявши продовжити допомогу в ліквідації наслідків землетрусу. Міністр закордонних справ Нікос Дендіас і міністр оборони Панос Панайотопулос розмовляли зі своїми турецькими колегами Мевлютом Чавушоглу та Хулусі Акаром, щоб висловити свої співчуття та готовність надати допомогу. Швидка реакція Греції на гуманітарну кризу в Туреччині сприяла тому, що хештеги «Teşekkürler Yunanistan» і «Teşekkürler komşu», що перекладаються як «Спасибі, Греція» та «Спасибі, сусіде» відповідно, стали популярними в Twitter.
Німецька газета Süddeutsche Zeitung зазначила, що допомога Греції надходить, незважаючи на серйозну дипломатичну напругу в останні місяці та неодноразові погрози Ердогана про військове вторгнення на острови Греції. Як повідомляє Deutsche Welle, ці події знову ознаменували відродження дипломатії землетрусів між двома країнами.
8 лютого з Греції до Туреччини вирушили додаткові групи рятувальників, у тому числі 15 пожежників і 3 рятувальники. Були розпочаті загальнонаціональні кампанії зі збору засобів допомоги, таких як ковдри, одяг, сухе молоко, пелюшки, серветки, пральні порошки, сироватки, марля, пластирі для рук, засоби особистої гігієни, маски, рукавички, антисептики та медичне обладнання. зібрані в Афінах і Салоніках гуманітарними організаціями та агентствами, а також у менших містах місцевими муніципалітетами і футбольними федераціями. Крім того, прем’єр-міністр Греції наказав відправити до Туреччини 5 літаків із медичним і медичним обладнанням і предметами першої необхідності, такими як 7500 ковдр, 1500 ліжок і 500 наметів, які можуть вмістити сім’ї та використовуватися як мобільні клініки.
Того дня були оприлюднені повідомлення та кадри, на яких грецькі рятувальники витягують людей з-під завалів у Хатаї, у тому числі щонайменше чотирьох дітей.
9 лютого після свого прибуття на засідання Європейської ради прем’єр-міністр Греції Міцотакіс пропонує провести конференцію донорів для Туреччини в Брюсселі, щоб можна було знайти додаткові фінансові ресурси для допомоги у відбудові постраждалих територій, і оголосив, що його країна буде також бути в авангарді [цих зусиль] для його організації.
До 10 лютого «тисячі» греків відгукнулися на заклики про допомогу постраждалій від землетрусу Туреччині, а афінські офіси Червоного Хреста Греції заповнили спальними мішками, ковдрами, бідонами з молоком і коробками з ліками. Рано того дня колона з 40 тоннами допомоги вирушила до Туреччини.

### Угорщина
За словами міністра закордонних справ Петера Сіярто, до Туреччини було направлено пошуково-рятувальну групу з п’ятдесяти чоловік, включаючи шість лікарів. Пізніше кількість відрядженого персоналу було збільшено до 156 осіб із 28 собаками-рятувальниками.

### Ісландія
Міністр закордонних справ Хордіс Колбрун Р. Гюльфадоттір висловила співчуття у Twitter. З Ісландії до Туреччини відправлено групу спеціалістів із рятувальних робіт та координації міжнародних операцій із дев’яти осіб. Ісландський Червоний Хрест також надішле екстрені збори в країну.

### Індія
Індія розпочала операцію «Дост» для надання допомоги постраждалим від катастрофи Східній Туреччині та Північно-Західній Сирії. Термін Dost стосується друга на хінді та турецькій 
 мовах.

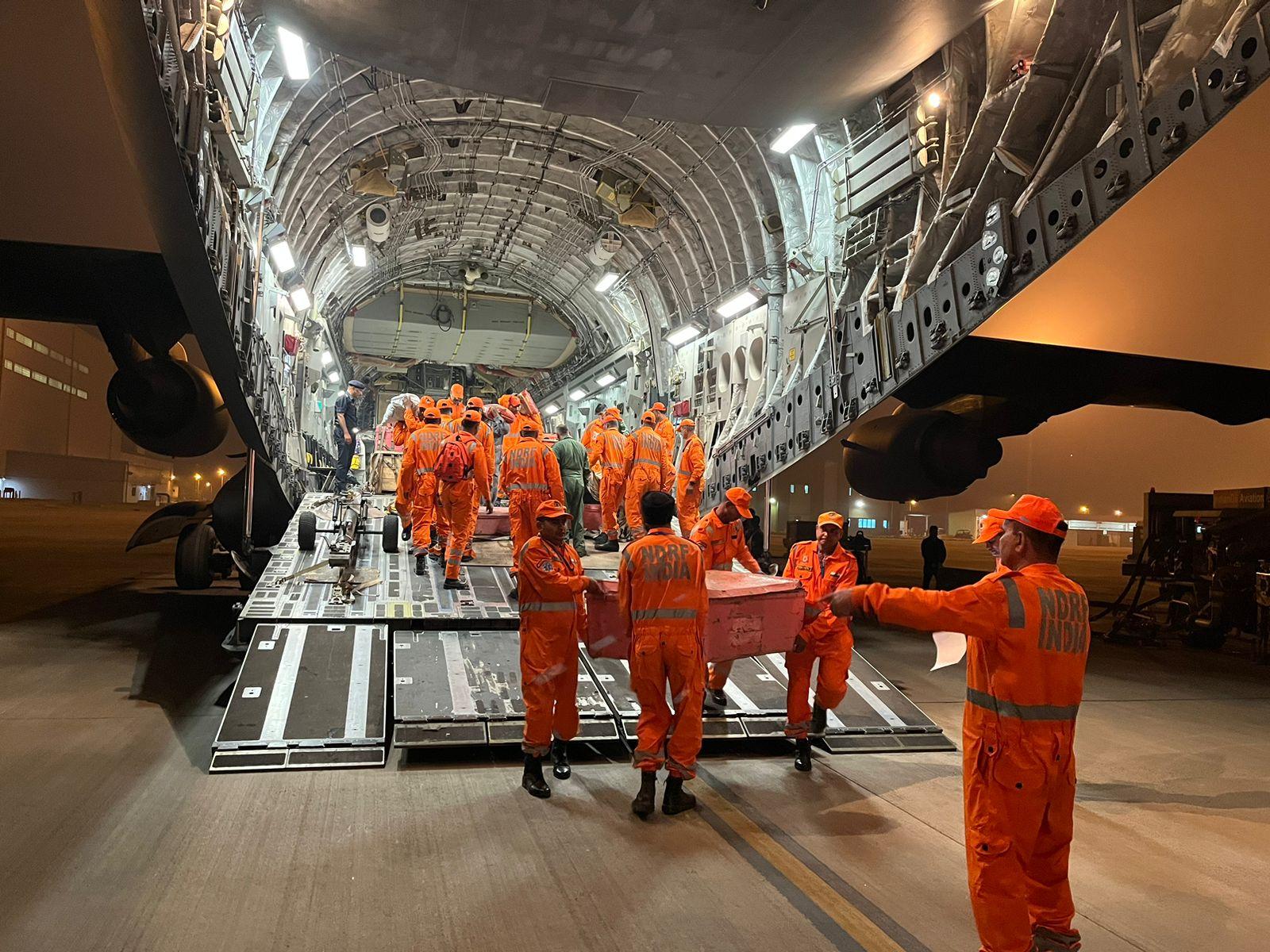
Повітряний транспорт IAF складається з волонтерів NDRF та обладнання для рятувальних операцій

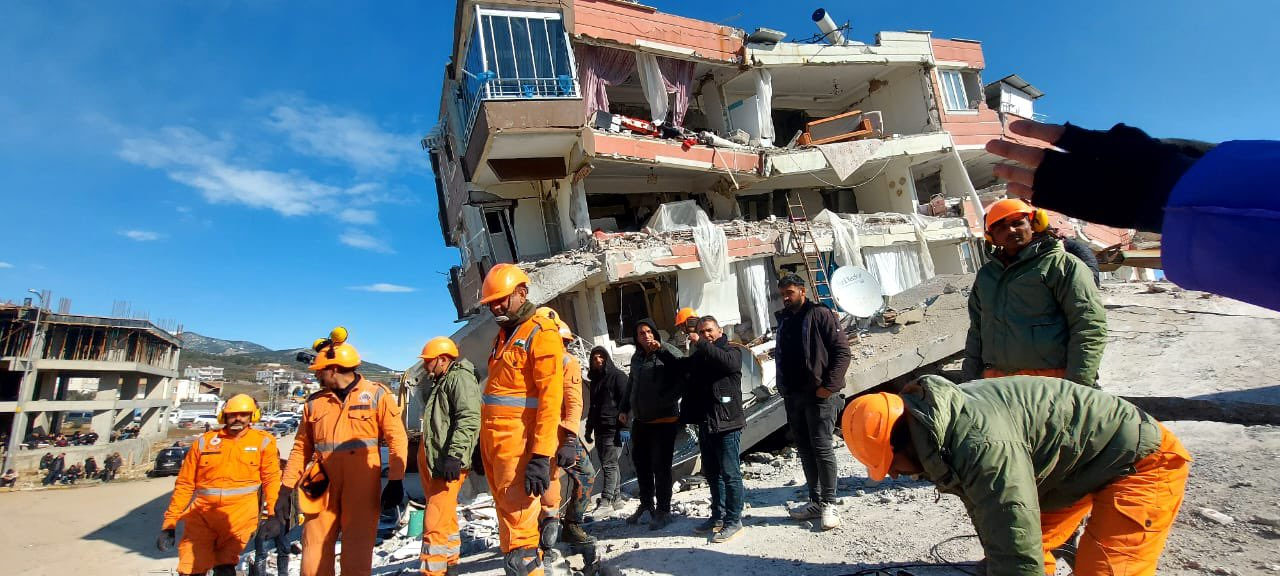
Команда NDRF починає рятувальну операцію в Газіантепі

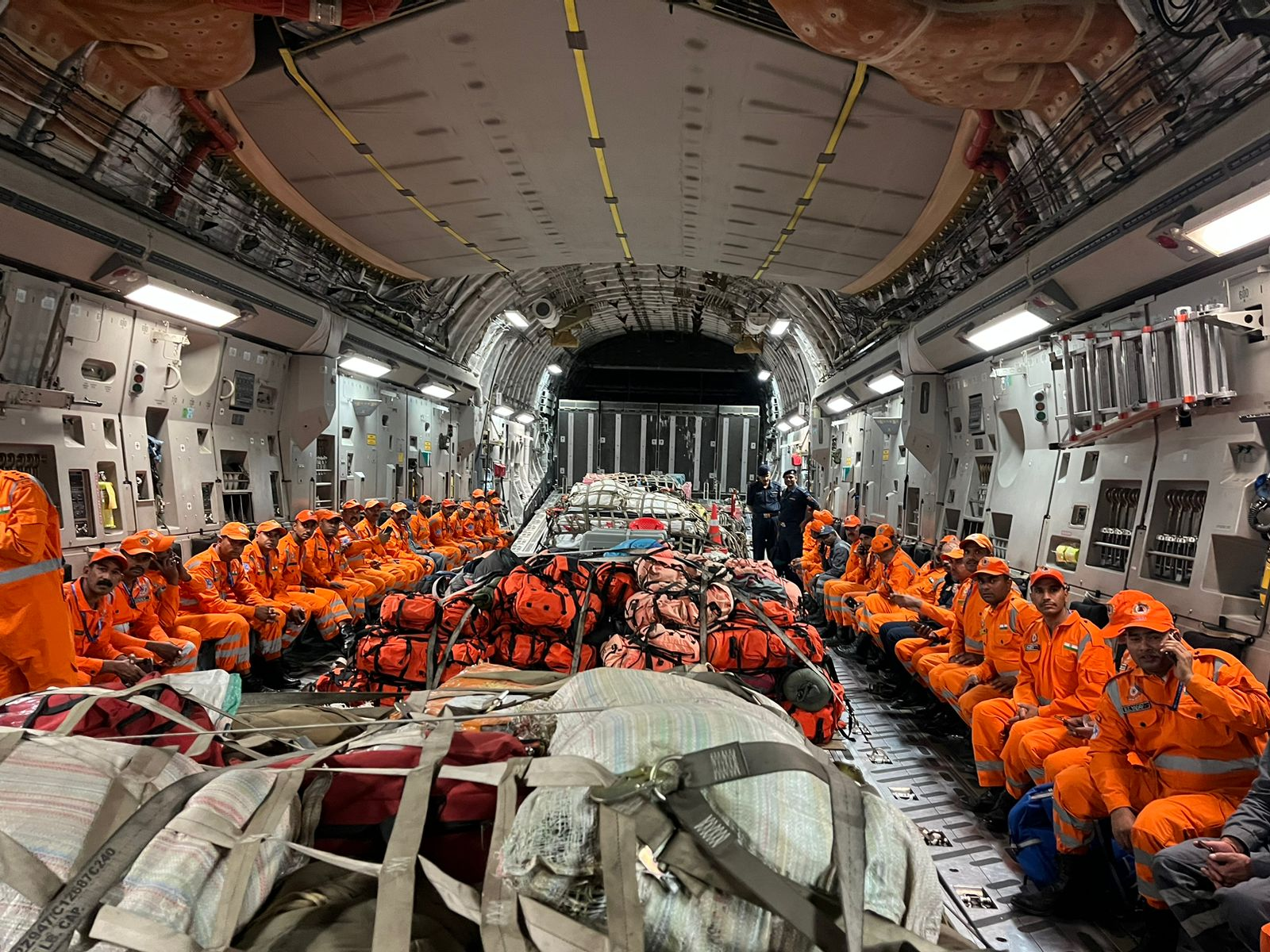
Військово-повітряні сили Індії перекидають національні сили реагування на стихійні лиха разом із обладнанням і собаками-рятувальниками до Туреччини.

Індія направила Національні сили реагування на стихійні лиха (NDRF) до Туреччини разом із медичною командою армії Індії, що складається з 99 членів польового госпіталю 60 Para, розташованого в Агрі. До складу медичної бригади входять бригади спеціалістів з реанімації, включаючи бригаду ортопедичних хірургів та групу спеціалістів із загальної хірургії. Перший літак ВПС Індії, який перевозив матеріали для надання допомоги постраждалим від стихійних лих, і рятувальна група досягли Адани. До неї входили 50 осіб і спеціально навчений загін собак разом з необхідним обладнанням, включаючи медичне приладдя, бурові машини та інше обладнання для надання допомоги.
Крім того, він відправив ще два літаки C-17 із гуманітарною допомогою та ліквідацією наслідків стихійних лих (HADR) до Туреччини.
9 лютого Індія відправила загалом шість літаків IAF C-17 Globemaster III з рятувальниками, собаками, медикаментами та обладнанням., а також відправив безпілотники Droni для спостереження за жертвами, які опинилися під обваленим матеріалом, і безпілотники Kisan для транспортування ліків і продуктів.
Прем'єр-міністр Індії Нарендра Моді заявив, що його країна "готова запропонувати всю можливу допомогу, щоб впоратися з цією трагедією". Дві групи Національних сил реагування на стихійні лиха (NDRF) готувалися до пошуково-рятувальних операцій. Індійська армія мобілізувала медичну бригаду з 89 осіб для боротьби з землетрусом у Туреччині. Вони оснащені рентгенівськими апаратами, апаратами штучної вентиляції легень, кисневою установкою, кардіомоніторами та іншим обладнанням для створення медзакладу на 30 ліжок. До 8 лютого Індія направила майже 150 рятувальників і службових собак до Туреччини та Сирії, а також 130 тонн і 6 тонн товарів відповідно до Туреччини та Сирії.

### Індонезія
11 лютого 2023 року Індонезія відправила до Туреччини гуманітарну допомогу для постраждалих від землетрусу з бази операцій Халім Пердана Кусума. Два літаки Boeing 737 перевозили спільний персонал Національного агентства з ліквідації наслідків стихійних лих (BNPB), Національного пошуково-рятувального агентства (Басарнас), Міністерства закордонних справ і Міністерства оборони, а літак Hercules C-130 перевозив вантажі допомоги, в тому числі SAR для середніх міст (MUSAR) логістика та бригада екстреної медичної допомоги (EMT). Губернатор Центрального Сулавесі Расді Мастура благає місцеві органи влади провінції також надіслати допомогу Туреччині, оскільки Туреччина була серед країн, які першими надали допомогу провінції під час землетрусу та цунамі на Сулавесі 2018 року.

### Іран
7 лютого Іран доставив до Сирії 45 тонн медикаментів, їжі, наметів і ковдр. Бассем Масур, керівник Управління цивільної авіації Сирії, заявив, що прибувають нові літаки з гуманітарною допомогою. Президент Ірану Ібрагім Раїсі висловив готовність Ірану надати «негайну допомогу». Речник Міністерства закордонних справ Насер Канаані заявив, що Іран готовий надіслати медичні групи та бригади допомоги до Туреччини та Сирії. Він назвав допомогу "моральною, людською та ісламською відповідальністю".

### Ірак
Два літаки з Іраку прибули в аеропорт Дамаска в Сирії, щоб доставити 70 тонн продуктів харчування, медичних товарів, ковдр та інших товарів допомоги.
Іракський Червоний Півмісяць повідомив, що перша партія гуманітарної допомоги Сирії на борту літаків ВПС Іраку в супроводі групи допомоги з IRCS і групи з Міністерства закордонних справ Іраку, перша партія допомоги включала 60 тонн продовольства, допомоги і медичне приладдя, а також притулки, засоби першої допомоги та інші предмети. Команда волонтерів Іракського Червоного Півмісяця, що складається з 150 парамедиків, висадилася в Туреччині для надання допомоги.

#### Регіон Курдистан
Три бригади екстреної допомоги були відправлені до Туреччини під командуванням прем'єр-міністра Курдистану Масрура Барзані після потужних землетрусів, які обрушилися на Туреччину та Сирію. До складу призначених груп входять представники міністерств внутрішніх справ та охорони здоров’я, а також Благодійного фонду Барзані. Доктор Саман Барзанджі, міністр охорони здоров’я регіонального уряду Курдистану, повідомив офіційному вебсайту уряду регіону Курдистан: «Прем’єр-міністр регіону Курдистан закликав доставити гуманітарну та екстрену допомогу для надання допомоги постраждалим від землетрусу. Під його керівництвом були сформовані групи допомоги у складі лікарів, експертів, медсестер, автомобілів швидкої допомоги, а також медикаменти, які за кілька годин були відправлені в зону землетрусу в Туреччині».

### Ірландія
Танайсте Мікел Мартін заявив, що Ірландія надасть 2 мільйони євро екстрених коштів для Туреччини та Сирії.

### Ізраїль
Після землетрусу Ізраїль надав значну гуманітарну допомогу та став одним із найважливіших і видатних партнерів турецького уряду в пошуково-рятувальних роботах, а також зусиллях з відновлення та відновлення після потужних поштовхів, які спустошили Південну Туреччину. Раніше Ізраїль надавав допомогу Туреччині в пошуково-рятувальних роботах після землетрусів у Вані 2011 року та землетрусу в Ізміті 1999 року, а також направив понад 430 пошуково-рятувальних робітників, спеціалістів з надання допомоги при стихійних лихах і гуманітарної допомоги, а також надіслав понад 15 вантажних літаків із сотнями тонн гуманітарної допомоги. надати допомогу та створити польовий госпіталь станом на 8 лютого, головним чином у районах Адана та Газіантеп. З них 230 були медиками ЦАХАЛу, які керували ізраїльським польовим госпіталем у Газіантепі, 167 були з елітного пошуково-рятувального загону офіцерів Армії оборони Ізраїлю з Командування тилу, який надав допомогу 31 країні та має великий досвід у проведенні пошуково-рятувальних операцій у ліквідація наслідків стихійних лих і війни як в Ізраїлі, так і за кордоном, а також нещодавня допомога в Україні під час поточної війни та під час обвалу будівлі в Серфсайді в Сполучених Штатах і землетрусу в Пуеблі в Мексиці в 2017 році.
Перша делегація, організована IDF, складалася з 17 осіб, була відправлена 6 лютого, а більшу делегацію у складі 150 членів IDF направила наступного ранку. Третя делегація, що складається з десятків ізраїльських лікарів, медиків, рятувальників і спеціалістів з психотравм, а також 10 тонн обладнання та гуманітарної допомоги була відправлена United Hatzalah, ізраїльською неурядовою організацією екстреної медичної допомоги, заснованою на волонтерах, у другій половині дня 7 лютого. Четверта делегація від IsraAID, включно з експертами-травматологами та іншими, привезла з собою системи очищення води, щоб допомогти туркам, які потребують чистої води після наслідків. За словами члена IsraAID, IsraAID планувала оцінити потреби на місці, щоб визначити, яка ще допомога знадобиться надалі.
Станом на 7 лютого уряд Ізраїлю відправив понад 30 тонн гуманітарного обладнання для виконання рятувальних місій у Туреччині, а також планував відправити другий рейс із гуманітарною допомогою та медикаментами, повідомив речник посольства Ізраїлю у Вашингтоні. Президент Ізраїлю Ісаак Герцог звернувся до президента Реджепа Таїпа Ердогана, щоб висловити свої співчуття від імені народу Ізраїлю. Створення ізраїльського польового госпіталю в Газіантепі схвалив міністр оборони Йоав Галлант. Прем'єр-міністр Біньямін Нетаньяху заявив, що отримав від російських співрозмовників запит надіслати допомогу в Сирію та допомогти в пошуково-рятувальних операціях там, хоча ці дві країни технічно перебувають у стані війни і не мають стосунків. Ізраїль має намір надіслати допомогу Сирії, зокрема гуманітарну допомогу, ліки, ковдри та намети. На відміну від допомоги, яку Ізраїль надає Туреччині, будь-яка допомога, яку надає Сирії ізраїльський уряд, не залучатиме військових, за словами речника ЦАХАЛу Рана Кочава, який заявив, що військові не брали участі в потенційній допомозі Сирії.
8 лютого було опубліковано кадри, на яких ізраїльські рятувальники витягують з-під завалів кількох людей, у тому числі матір та її маленького сина.

### Італія
Міністр закордонних справ і віце-прем’єр-міністр Антоніо Таяні сказав: «Я щойно зустрівся з міністром закордонних справ Туреччини Мевлютом Чавушоглу, щоб висловити близькість Італії та підготувати наш цивільний захист». Італія пожертвувала 1 мільйон євро для Турецького Червоного Півмісяця та 750 000 євро для Сирійського Арабського Червоного Півмісяця та надіслав допомогу Сирійському Арабському Червоному Півмісяцю через Бейрут, Ліван. Цивільний захист Італії надіслав групу персоналу з надання допомоги, до складу якої входили члени кризового відділу Міністерства закордонних справ, карабінерів і наукової поліції Polizia di Stato.

### Японія
Міністерство закордонних справ повідомило, що відправить до Туреччини 75 рятувальників Японської рятувальної групи з надання допомоги при стихійних лихах (JDR) для проведення пошуково-рятувальних операцій. Гуманітарна допомога була відправлена до Сирії через Японське агентство міжнародного співробітництва на прохання сирійського уряду. Залізниця Мізума в Осаці зібрала пожертви для постраждалих від землетрусу, підняли прапори Туреччини та Сирії. Вони також закликають до підтримки з повідомленнями підтримки «Зробіть усе можливе», написаними турецькою та арабською мовами.

### Йорданія
Йорданія оголосила, що відправить до Туреччини та Сирії 99 рятувальників, 5 лікарів, пошуково-рятувальне обладнання, намети та медичне приладдя.

### Казахстан
Президент Касим-Жомарт Токаєв запропонував допомогу та екстрену допомогу Туреччині. 11 лютого в Алеппо прибув літак з наметами, одягом і медикаментами.

### Кенія
Секретар кабінету міністрів закордонних справ Альфред Мутуа оголосив, що країна пожертвує одяг, медичне приладдя та продукти харчування, включаючи чай, каву та горіхи, і що країна відправить пошуково-рятувальну групу до Туреччини на прохання посла Туреччини в Кенії Субутая Юксела.

### Кувейт
Емір Кувейту Наваф аль-Ахмад аль-Джабер аль-Сабах наказав встановити повітряний міст до Туреччини для відправлення «невідкладної допомоги та медичного персоналу».

### Киргизстан
Президент Садир Джапаров висловив глибокі співчуття та підтримку Туреччині.
6 лютого 67 рятувальників з Киргизстану з 2 спеціально навченими собаками, їжею та рятувальним обладнанням прибули до Туреччини та почали рятувальні роботи в Кахраманмараші. Крім того, Киргизстан відправляє до Туреччини додаткову групу рятувальників із 100 чоловік, ще 2 спеціально навчених собак, 120 юрт, 20 наметів для утеплення, мобільний польовий госпіталь і бригаду лікарів.

### Латвія
Міністр закордонних справ Едгарс Рінкевичс висловив «глибокі співчуття» родинам загиблих і побажав якнайшвидшого одужання всім постраждалим.

### Ліван
Головне управління цивільної оборони Лівану направило 20 членів для надання допомоги в Туреччині. Армія Лівану відправить до Туреччини 20 військовослужбовців інженерного полку для участі в пошуково-рятувальних операціях.

### Лівія
Прем'єр-міністр Абдул Хамід Дбейбе висловив глибокі співчуття жертвам трагедії в Туреччині та Сирії. Він оголосив, що допомога, яку надасть його країна, включатиме працівників екстрених служб та інших експертів. Лівія відправить до Туреччини команду з 55 осіб, включаючи рятувальників, медичний персонал і чотирьох собак.

### Ліхтенштейн
Міністерство закордонних справ висловило співчуття в прес-релізі та пообіцяло надати допомогу в розмірі 200 000 швейцарських франків на знак солідарності.

### Литва
Президент Гітанас Науседа заявив, що Литва готова надіслати допомогу.

### Люксембург
Люксембург пообіцяв надати Туреччині та Сирії майже 1 мільйон євро екстреної допомоги. Країна також відправила систему супутникового зв’язку під назвою «emergency.lu» з експертом з CGDIS для підтримки пошуково-рятувальних робіт у Хатаї в Туреччині.

### Малайзія
Малайзія направила 70 співробітників Спеціальної малайзійської групи допомоги при стихійних лихах та рятування (SMART), включаючи медичну групу Королівського медичного корпусу армії, підрозділ K9 Департаменту пожежно-рятувальної служби Малайзії та спеціальну групу з небезпечних хімічних матеріалів для надання допомоги в пошуково-рятувальних роботах у містах. до Туреччини протягом 24 годин після землетрусу. Друга група SMART була розгорнута 8 лютого 2023 року; команда складається з 72 співробітників SMART, Малайзійських сил цивільної оборони (APM) і Малайзійського пожежно-рятувального департаменту (JBPM). Додаткові 106 військовослужбовців, у тому числі 41 лікар, також були направлені 10 лютого 2023 року для встановлення польового госпіталю. До Туреччини та Сирії було направлено фінансову допомогу в розмірі 2 мільйонів доларів США, а також проведено благодійну акцію.

### Мальта
Мальта відправила до Туреччини команду з 32 осіб і собаку-рятувальника.

### Мавританія
Президент Мавританії Мохамед ульд Газуані наказав уряду Мавританії вжити необхідних заходів для надання підтримки як Сирії, так і Туреччині.

### Мексика
Президент Андрес Мануель Лопес Обрадор заявив, що Мексика надішле рятувальні групи в обидві країни, і 7 лютого рятувальна команда, сформована мексиканськими військовими та співробітниками Червоного Хреста, вирушила до Туреччини Команда налічувала 150 осіб і 16 собак.

### Молдова
Молдова оголосила про готовність надіслати місію у складі 55 рятувальників, 2 собак-рятувальників і 12 повністю автономних транспортних засобів.

### Монголія
Президент Монголії Ухнаагійн Хурелсух надіслав послання співчуття президенту Турецької Республіки Реджепу Таїпу Ердогану. Монголія направила до Туреччини пошуково-рятувальну групу з 35 осіб і гуманітарну допомогу. Літак також перевозить двох пошукових собак на ім’я Марта та Балу, а також 1500 вовняних ковдр, десять тонн м’яса, дві тонни свічок та іншу допомогу для Туреччини та Сирії. Монгольські рятувальники в перший день роботи витягли з-під завалів двох дітей і одного дорослого, надали першу медичну допомогу і передали їх до медичного закладу наступного рівня. О 20:10 (за часом Анкари) рятувальники врятували 2-річну дитину, о 21:20 - жінку, о 22:33 - 15-річного підлітка.

### Чорногорія
Президент Міло Джуканович висловив співчуття від імені країни та запропонував будь-яку необхідну допомогу. Чорногорія запропонувала Туреччині команди рятувальників.

### Непал
Уряд Непалу оголосив, що надішле медичні групи та необхідні матеріали допомоги до Туреччини.

### Нідерланди
Міністр закордонних справ Вопке Хоекстра оголосив, що Нідерланди надішлють пошуково-рятувальну групу до Туреччини.

### Нігерія
Посольство Туреччини в Нігерії оголосило, що надішле до Туреччини такі важливі потреби, як зимовий одяг, ковдри, намети, матраци до ліжка, продукти тощо. Нігерія також пообіцяла виділити 1 мільйон доларів США на допомогу Туреччині та Сирії для ліквідації землетрусу.

### Нова Зеландія
Міністр закордонних справ Наная Махута оголосила про надання гуманітарної допомоги вартістю 1,5 мільйона новозеландських доларів для допомоги гуманітарним зусиллям з відновлення Туреччини та Сирії. Прем'єр-міністр Кріс Хіпкінс також висловив співчуття жертвам, заявивши, що "ми трохи знаємо про землетруси в Новій Зеландії, тому наші серця з ними". Пізніше було надано ще 3 мільйони новозеландських доларів, з яких 2 мільйони будуть передані Всесвітній продовольчій програмі в Туреччині, а 1 мільйон піде ЮНІСЕФ у Сирії. Нова Зеландія також надасть двох спеціалістів з управління інформацією, які допоможуть координувати міжнародні пошуково-рятувальні роботи в Туреччині.

### Північна Македонія
Північна Македонія направила команду з 40 рятувальників і 22 членів спецназу, включаючи близько 100 000 євро фінансової допомоги, 10 000 ковдр і 200 гігієнічних носилок. Додатково направлено 36 бійців спецназу.

### Норвегія
Прем'єр-міністр Йонас Гар Стьоре заявив, що Норвегія надасть 150 мільйонів норвезьких крон (13,5 мільйонів євро) на базову гуманітарну допомогу Сирії та Туреччині. Чотири експерти з координації кризових ситуацій будуть направлені в постраждалий регіон.
Норвезька рада у справах біженців, гуманітарна неурядова агенція, заявила, що надасть пряму підтримку тим, хто найбільше постраждав у Сирії. Вони звернулися до міжнародної спільноти з проханням негайно мобілізувати фінансові ресурси для підтримки колективних зусиль з надання допомоги в Сирії та на півдні Туреччини.

### Оман
Оман керував повітряним мостом для транспортування допомоги та медичних товарів до Туреччини та Сирії. До Туреччини була направлена пошуково-рятувальна група.

### Пакистан
Пакистан надіслав гуманітарну допомогу як до Туреччини, так і до Сирії, а також відправив до Туреччини рятувальників і лікарів. Офіційна команда Rescue 1122 з Пакистану з 51 члена була відправлена до Туреччини не раніше. Пізніше дві команди пакистанської армії також приєдналися до операції з надання допомоги та порятунку в Туреччині та Сирії, в результаті чого загальна кількість рятувальників перевищила 200.
Прем'єр-міністр Пакистану Шехбаз Шаріф і федеральний кабінет Пакистану вирішили пожертвувати свою місячну зарплату до фонду допомоги. Контингенти допомоги вилетіли до Адани на спеціальному літаку ВПС Пакистану в ніч з 6 на 7 лютого 2023 року, щоб надати допомогу турецькому народу, працюючи в тісній координації з турецьким урядом, ЗС та їх посольством в Ісламабаді. За дорученням прем’єр-міністра Національне управління з ліквідації наслідків стихійних лих (NDMA) мобілізує всі наявні ресурси, включаючи зимові намети, ковдри та інші життєво важливі засоби. Міські пошуково-рятувальні групи, навчені діяти в постраждалих від стихії районах, відправляються зі своїм обладнанням і медикаментами.

### Палестина
Посол Палестини в Сирії заявив про загибель 8 палестинських біженців, серед яких троє дітей. Президент Махмуд Аббас доручив посольству країни в Дамаску надати все необхідне для підтримки сімей загиблих. Палестинська влада відправить дві гуманітарні місії до Сирії та Туреччини, включно з цивільною обороною та медичними бригадами.

### Парагвай
6 лютого Міністерство закордонних справ Парагваю оприлюднило повідомлення, у якому говориться, що «Парагвай бажає висловити свої щирі співчуття родинам жертв, уряду та народу Туреччини, а також бажає одужання поранених і постраждалих»., а також швидке порятунок людей, які досі вважаються зниклими безвісти внаслідок землетрусу». Крім того, МЗС також заявило, що вони готові надати «гуманітарну допомогу, яка є в межах його досяжності, щоб подолати цю трагедію».

### Філіппіни

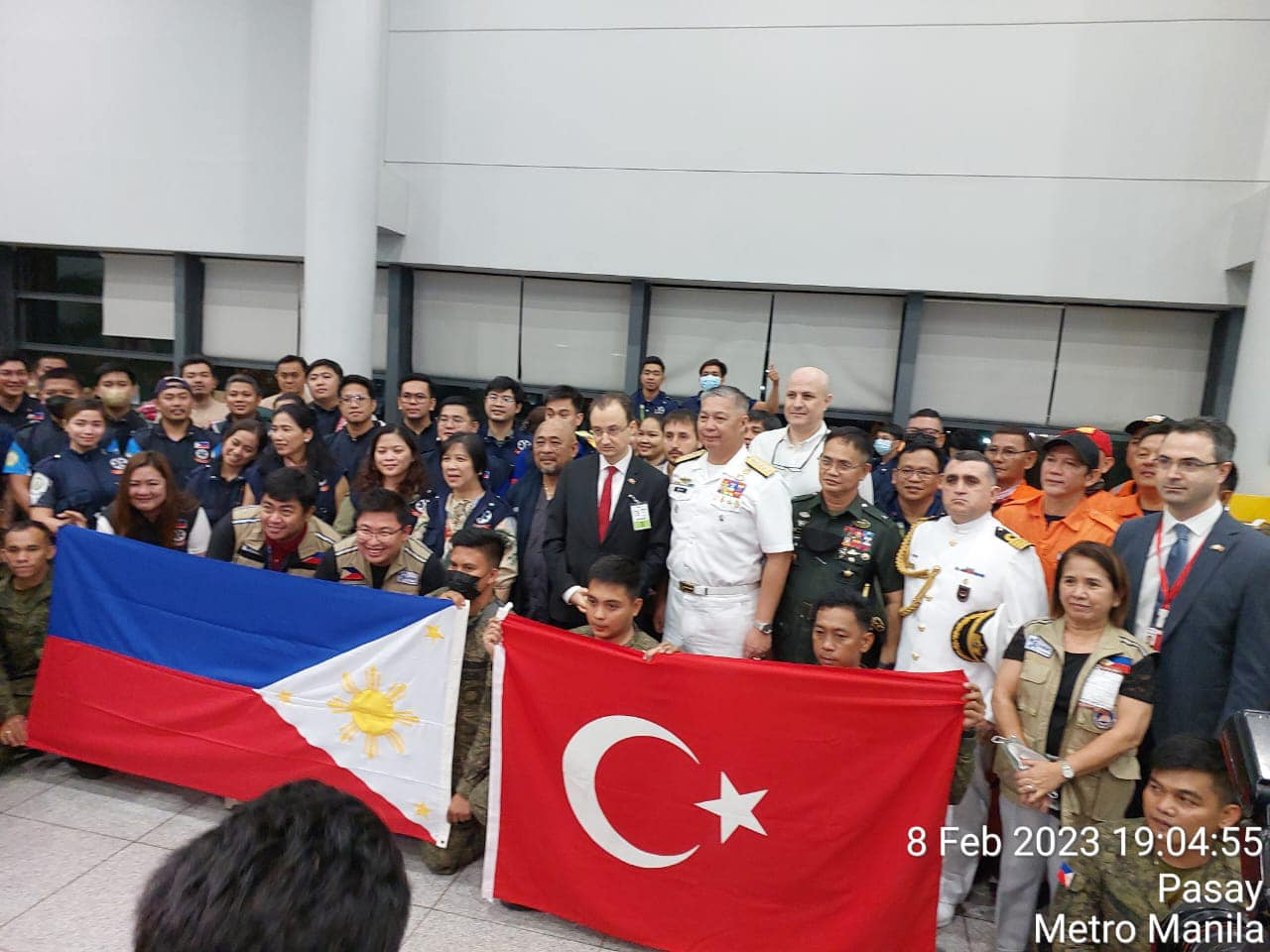
Філіппінський гуманітарний контингент прямує до Туреччини.

Президент Бонгбонг Маркос пообіцяв надіслати медичну та рятувальну команду до Туреччини. 9 лютого до Туреччини прибув контингент, що складається здебільшого з персоналу Збройних сил Філіппін і частини з Управління цивільної оборони, Управління розвитку метро Маніли, Столичної адміністрації Субік-Бей і 30 техніків екстреної медичної допомоги з Департаменту охорони здоров’я. Філіппінський Червоний Хрест виділив 100 000 доларів Туреччині та Сирії для надання допомоги та рятувальних операцій.

### Польща
Спеціальна група Державної пожежної служби Польщі - Heavy Urban Search And Rescue (USAR) Team у складі 76 пожежників, 5 медиків, 8 собак-рятувальників і 20 тонн спеціального обладнання вирушила до Туреччини 6 лютого. Друга група, команда рятувальників шахтарів із 50 осіб, прибуде до Бесні, Адіяман, 8 лютого. Третя група у складі 52 військових медиків також вирушить 8 лютого для створення польового госпіталю в Туреччині.

### Португалія
8 лютого рятувальна група у складі 53 осіб і 6 собак Національної республіканської гвардії, Цивільного захисту, саперів-пожежників і лікарів Національного інституту швидкої медичної допомоги вирушила до Туреччини.

### Катар
Емір Катару Тамім бін Хамад Аль Тані заявив, що пошуково-рятувальна група, а також постачання полетять до Туреччини через повітряний міст. Катар також запропонував Туреччині 10 000 контейнерних будинків для тих, хто залишився без даху над головою.

### Румунія
Три літаки ВПС Румунії, які мають на борту команди, що спеціалізуються на пошуково-рятувальних операціях Генеральної інспекції з надзвичайних ситуацій Румунії (IGSU), і медичні бригади SMURD, що складаються з 60 осіб, 4 рятувальні собаки та відповідне спеціалізоване обладнання, вилетіли для Туреччини 6 лютого після катастрофи. 8 лютого влада Румунії направила другу групу RO-USAR до Туреччини для допомоги в пошуку та порятунку тих, хто вижив під час землетрусів. Пошуково-рятувальні групи зросли майже до 120 осіб і складаються з фахівців з управління надзвичайними ситуаціями, медичних працівників і супроводжуючих семи службових собак, які беруть участь у місіях у зонах лиха.

### Росія
До Туреччини відправлено два літаки МНС зі 140 рятувальниками, 7 кінологів САР та аеромобільний госпіталь. До Сирії відправили ще один літак МНС у складі 50 рятувальників і 3 кінологічних екіпажів. Міністр оборони Сергій Шойгу наказав російським військам у Сирії допомогти з порятунком.

### Саудівська Аравія
Король Саудівської Аравії Салман і його спадкоємний принц Мухаммед бін Салман доручили Центру гуманітарної допомоги короля Салмана запустити повітряний транспорт, надати медичну допомогу, притулок, їжу та матеріально-технічну допомогу для полегшення наслідків землетрусу для сирійського та турецького народів і організувати через платформу «Сахем» Національну акцію допомоги постраждалим від землетрусу в Туреччині та Сирії.

### Сербія
Сербія направила на допомогу Туреччині дві спеціальні групи (28 осіб) і офіцерів зв’язку разом із обладнанням для проломів і рубок, підйому, порятунку, роботи на висоті та електронного пошуку.

### Сінгапур

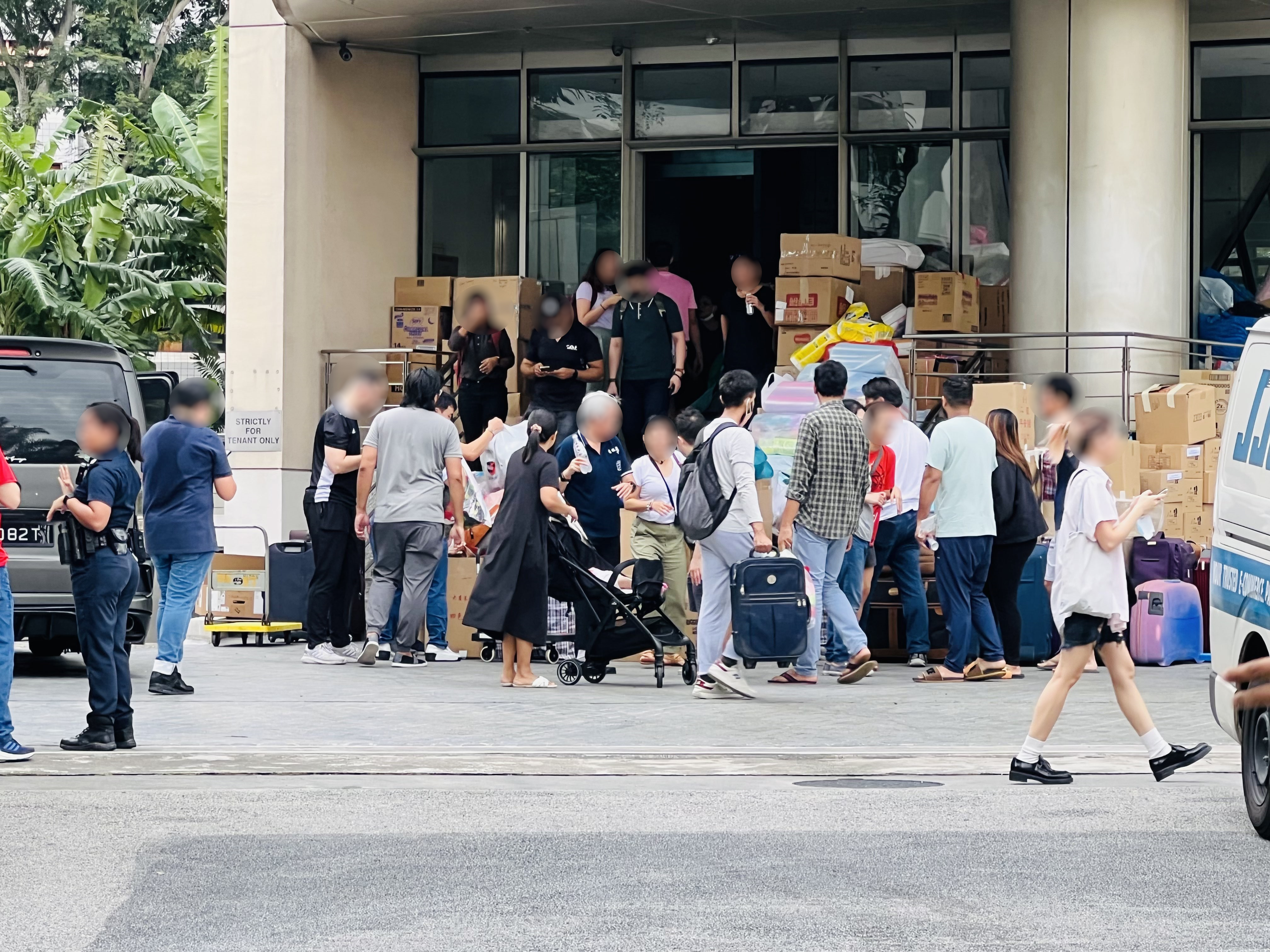
Збір пожертвувань жителями Сінгапуру жертвам землетрусу в Туреччині

7 лютого 2023 року Сінгапур відправив свою спеціалізовану групу допомоги при стихійних лихах та рятування (DART) Сінгапурських сил цивільної оборони (SCDF) із початковою командою з 20 осіб
із контингенту, відомого як операція «Левове серце». Того ж дня посол Туреччини в Сінгапурі Мехмет Бурчин Ґьоненлі також відвідав штаб SCDF, щоб подякувати контингенту операції «Левове серце». Крім того, Сінгапурський Червоний Хрест (SRC) також оголосив, що вони також візьмуть участь у невідкладних операціях з надання допомоги та відновлення, пообіцяв надати 100 000 доларів США гуманітарної допомоги, а також активувати службу відновлення сімейних зв’язків (RFL), щоб допомогти жителям Сінгапуру, зокрема Турецька громада в Сінгапурі шукає постраждалих членів родини.
8 лютого 2023 року ще 48 військовослужбовців SCDF також вирушили до міста Адана для надання гуманітарної допомоги. SCDF додав, що з Адани команда буде направлена в постраждалі райони для початку пошуково-рятувальних операцій. Станом на 9 лютого 2023 року це становить до 68 військовослужбовців SCDF Того самого дня команда SCDF врятувала хлопчика з обваленої будівлі в Дулкадіроглу. За цей час тисячі сінгапурців також прислухалися до заклику пожертвувати турецьке посольство в Сінгапурі. Сума пожертвувань була настільки величезною, що посольству довелося припинити їх прийом у своїх приміщеннях, оскільки в офісі бракувало місця. Згодом було оголошено про другий пункт збору пожертвувань, який діяв до 10 лютого 2023 року

### Словаччина
Прем'єр-міністр Едуард Хегер повідомив, що до Туреччини відправляться 13 пожежників і двоє гірських рятувальників із собаками.

### Словенія
Уряд Словенії оголосив, що відправить трьох цивільних експертів для оцінки збитків і координації рятувальних робіт. 7 лютого один експерт (з оперативного координування) вже був направлений до Туреччини. У той же час уряд також запропонував допомогу кінологічної пошуково-рятувальної групи (сім кінологів із собаками та три особи допоміжного персоналу) і почав готувати пакет технічної допомоги (намети, ковдри, генератори), який буде надіслано, якщо така допомога буде надіслана. необхідний.

### Південна Корея
Президент Юн Сук Йоль пообіцяв надати гуманітарну допомогу Туреччині та Сирії. Наступного дня уряд схвалив направлення рятувальної групи у складі 118 членів для створення Корейської команди з надання допомоги при стихійних лихах (KDRT) — 60 з них були направлені від Національного пожежного агентства, Міністерства закордонних справ і KOIKA, а інші 50 — від Міністерства. національної оборони. Гуманітарна допомога на загальну суму 5 мільйонів доларів надсилається разом із медичним приладдям за допомогою військово-транспортних літаків, і це також найбільша рятувальна місія, яку відразу відправляє Південна Корея.

### Іспанія
Прем’єр-міністр Педро Санчес сказав: «На прохання Європейського механізму цивільного захисту Міністерство внутрішніх справ через Генеральну дирекцію цивільної оборони та надзвичайних ситуацій задіяло військову групу з надзвичайних ситуацій і екстрений повітряний транспорт для підтримки пошукових місій». Іспанія також створила польовий госпіталь у Туреччині.

### Шрі Ланка
Міністр закордонних справ Шрі-Ланки Алі Сабрі зв'язався з МЗС Туреччини та запропонував допомогу.

### Судан
Поліція Міністерства внутрішніх справ Судану направила до Туреччини пошуково-рятувальну групу з 40 осіб. Команда також везе 1000 ковдр, 250 наметів і харчові матеріали, а також велику кількість пошуково-рятувального обладнання.

### Швеція
Міністр закордонних справ Тобіас Біллстрьом сказав: «Як Швеція, яка головує в ЄС, ми звернемося до Мевлюта Чавушоглу та Сирії, щоб координувати зусилля ЄС щодо допомоги цим країнам у цій катастрофі». Уряд виділив 37 мільйонів шведських крон (3 299 598 євро) на гуманітарну допомогу Сирії та Туреччині. Датсько-фінсько-шведська група технічної допомоги та підтримки з 12 осіб із супутниковим та електронним обладнанням для координації надзвичайних зусиль була направлена до Туреччини.

### Швейцарія
Федеральний департамент закордонних справ оголосив, що 80 спеціалістів і вісім собак-рятувальників будуть направлені до Туреччини 6 лютого. Крім того, мала бути розглянута цільова допомога Сирії.

### Таїланд
Король Маха Ваджиралонгкорн висловив глибокі співчуття жертвам трагедії в Туреччині та Сирії. Прем'єр-міністр Таїланду представив початкову гуманітарну допомогу в розмірі 5 000 000 бат (приблизно 150 000 доларів США) від королівського уряду Таїланду уряду Туреччини, отриману послом Туреччини в Таїланді. Департамент із запобігання катастрофам і пом’якшення наслідків стихійних лих оголосив, що міська пошуково-рятувальна група з 42 осіб і двох собак-рятувальників направлені до Туреччини.

### Туніс
Туніс пообіцяв Туреччині 14 тонн ковдр і продуктів харчування.

### Туркменістан
Туркменістан відправляє до Туреччини літак із гуманітарною допомогою разом із командою рятувальників.

### Україна
Україна відправила до Туреччини пошуково-рятувальну групу з 87 осіб.

### Об'єднані Арабські Емірати
Президент Мохамед бін Заїд Аль-Нахайян розпорядився надати пакет допомоги на загальну суму 100 мільйонів доларів Туреччині та Сирії (по 50 мільйонів кожна) для ліквідації наслідків землетрусу.

### Об'єднане Королівство

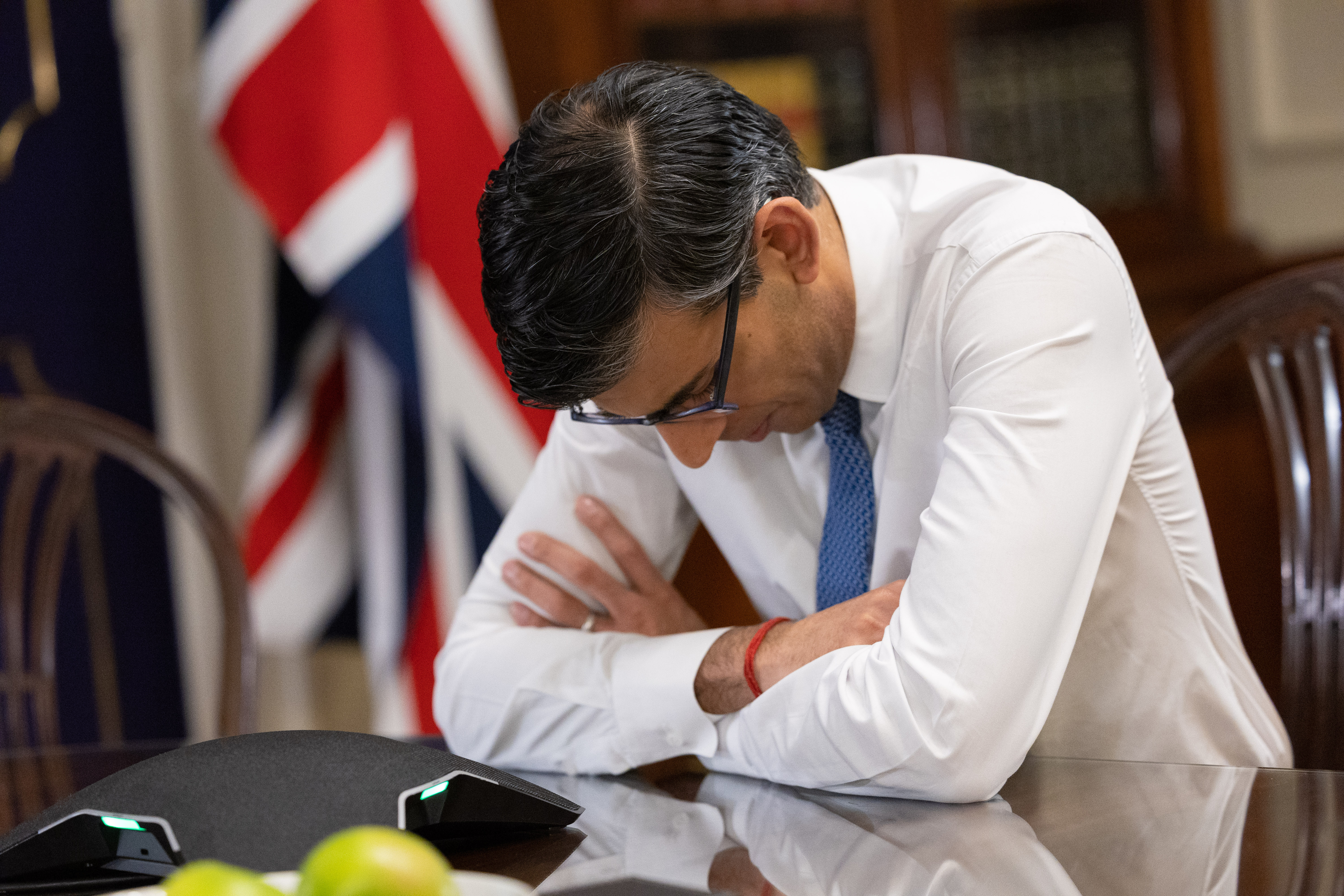
Прем'єр-міністр Великобританії Ріші Сунак висловлює телефоном свої співчуття президенту Ердогану

Британський міністр закордонних справ Джеймс Клеверлі заявив, що рятувальні групи та обладнання направляються до Газіантепа. Команда рятувальників налічує 77 осіб і має власних пошукових собак. Велика Британія виділила 3,8 мільйона фунтів стерлінгів організації «Білі шоломи», яка працює в Сирії, і пообіцяла виділити ще 3 мільйони фунтів.
Прем'єр-ліга пожертвувала £1 million стерлінгів Комітету з надзвичайних ситуацій.

### Сполучені Штати
Агентство США з міжнародного розвитку (USAID) направило до Туреччини групу реагування на стихійні лиха у складі близько 200 осіб, у тому числі 159 пошуково-рятувальників, 12 собак, досвідчених менеджерів із надзвичайних ситуацій, техніків з небезпечних матеріалів, інженерів, логістів, парамедиків, планувальників, і 170,000 фунта (77,111 кг) спеціалізованого інструменту та обладнання. Також були направлені ще дві пошуково-рятувальні групи: VA-TF1, у складі 79 осіб і 6 собак, і CA-TF2, яка налічувала 78 осіб. США пообіцяли 85 млн дол на допомогу через USAID для Туреччини та Сирії, а гелікоптери США допомогли транспортувати рятувальників у зону лиха в Туреччині.

### Узбекистан
Президент Шавкат Мірзійоєв розпорядився відправити до Туреччини пошуково-рятувальну групу та гуманітарну допомогу. Він висловив співчуття рідним і близьким загиблих, а також побажав постраждалим якнайшвидшого одужання. Міністерство надзвичайних ситуацій повідомило, що за указом президента Мірзійоєва до Туреччини буде направлено пошуково-рятувальну групу та гуманітарну допомогу.

### Венесуела
Венесуела направила допомогу в контрольовані урядом райони Сирії. Ця допомога включала ліки, воду та продукти харчування.

### В'єтнам
9 лютого 100 рятувальників Народних збройних сил В’єтнаму, включаючи співробітників Департаменту пожежної безпеки та порятунку поліції (Міністерство громадської безпеки), а також військовослужбовців Прикордонної охорони В’єтнаму та армійського медичного персоналу (Міністерство національної оборони), були направлені до Туреччина разом із обладнанням, медикаментами та продуктами харчування. Це перший випадок, коли В'єтнам розгорнув таку рятувальну місію за кордоном. 11 лютого 17-річного Абузера Барана Бакіра спільно врятували рятувальні команди В’єтнаму, Пакистану та Туреччини з-під завалів після майже 140 годин перебування в пастці.

### Ємен
Посольство Ємену в Туреччині разом з єменською діаспорою в Туреччині зібрали 17 мільйонів турецьких лір (приблизно 900 000 доларів США) для пожертвувань постраждалим від землетрусу в Туреччині та Сирії, незважаючи на те, що в їхній рідній країні все ще в конфлікт проти повстанців Хуси.

## Допомога від держав з обмеженим визнанням

### Косово
Президент Вьоса Османі заявив, що Косово «готове надати необхідну допомогу через Косовські сили безпеки». Того ж дня до Туреччини було відправлено спеціальний контингент. Президент Османі на честь жертв у Туреччині та Сирії оголосив 8 лютого 2023 року днем національної жалоби.

### Північний Кіпр
Президент Ерсін Татар висловив свою солідарність і сказав, що вони відправляють пошуково-рятувальні групи з 59 осіб із загалом 8 машин.
Північний Кіпр оголосив семиденну національну жалобу за жертвами землетрусу, а також відправив команду рятувальників до зруйнованого готелю в Адіямані, де під час землетрусу перебувала волейбольна команда з Фамагусти.

### Тайвань
Тайвань направив 130 людей і 5 собак-рятувальників для допомоги в рятувальних операціях. Рятувальні роботи почалися в провінції Адіяман вранці 8 лютого і тривали чотири дні до 12 лютого. Фінансований Тайванем громадський центр у Рейханлі, заснований у 2020 році для біженців громадянської війни в Сирії, перетворився на притулок для жертв землетрусу.
Уряд Тайваню оголосив про пожертву в 2 мільйони доларів на допомогу жертвам стихійного лиха. Президент Цай Ін Вень і високопосадовці також оголосили про пожертвування Туреччині в розмірі місячної зарплати. Міністерство охорони здоров’я та соціального забезпечення Тайваню створило фонд допомоги постраждалим від землетрусу, який зібрав понад 271,77 мільйона нових доларів (9 мільйонів доларів). Турецький торговельний офіс у Тайбеї об’єднався з Tzu Chi Foundation, щоб 9 лютого розпочати прийом пожертв у вигляді нового зимового одягу та інших необхідних речей. Турецький офіс припинив приймати пожертвування товарів 11 лютого, на чотири дні раніше, ніж спочатку планувалося, оскільки був приголомшений щедрістю громадськості.

## Співчуття
Співчуття Туреччині та Сирії висловили більшість країн, які надали допомогу, а також Білорусь, Болівія, Йорданія, Монако, Північна Корея, Нікарагуа, Саудівська Аравія та Південна Африка.